# Mosómedve 2 (South Park)
A Mosómedve 2 (eredeti címén Coon 2: Hindsight a.k.a.The Coon 2: Rise of Captain Hindsight) a South Park című amerikai rajzfilmsorozat 206. epizódja. Először 2010. október 27-én sugározták az Egyesült Államokban. Magyarországon pedig 2011. február 22-én. Ez a folytatása a 13. évad "A Mosómedve" című epizódjának, mely egy új trilógia első része is.
Ebben az epizódban a Mosómedve (azaz Eric Cartman) egy egész csapat szuperhőst vezet, akik bár szeretnének közkedveltek lenni, valaki más rendre beelőzi őket. Amikor a BP olajtársaság súlyos környezeti katasztrófában lesz érintett, az ország valaki mást kezd el dicsőíteni helyettük, ráadásul belső feszültségek gyengítik őket.

## Cselekmény
Cartman alteregoja,  a Mosómedve most egy egész szuperhős csapatot vezet, amely az alábbi hősökből áll: Mysterion, Sufni, Vasember, TupperWear, Moszkitó, Mentolbogyó Roppancs, és Papírsárkány – bár a Mosómedve szándéka az, hogy minden dicsőség az övé legyen. Amikor tűz gyullad ki egy épületben, a Mosómedve ráveszi az anyját, hogy elvigye oda őket. De mielőtt bármit csinálnának, megjelenik Megmondó Kapitány, a szuperhős, akinek az a különleges képessége, hogy megmondja mindenkinek, hogy mit kellett volna tenni. Most is pontosan ezt teszi, és ezután hatalmas ováció kíséretében távozik. Az emberek megkönnyebbülnek, örülnek, hogy Megmondó Kapitány "megoldotta" a problémát, de a tűz valójában tovább ég, és emiatt tizennégyen meghalnak. A Mosómedve arra a következtetésre jut, hogy Megmondó Kapitányt be kell venniük maguk közé ahhoz, hogy visszanyerjék régi hírnevüket. Megmondó Kapitány azonban nem hajlandó közéjük állni, ezért azt tervezi, hogy megzsarolja, és fényképet hamisítva Megmondó arcát hajléktalan személyek képeire retusálja, akik Courtney Love-val szeretkeznek (aki igazából Káosz Professzor). 
Időközben a BP olajtársaság egyik hajója új lyukat fúr az amerikai partok közelében, ezáltal véletlenül olajszivárgást okozva egy védett övezetben, hasonlóan a Deepwater Horizon olajfúrótorony katasztrófájához, ami nem sokkal azelőtt történt. Hogy helyrehozzák a megromlott renoméjukat, Tony Hayward, a cég vezérigazgatója azonnal "sajnáljuk" kampányt indít: folyamatosan sajnálkozik a nyilvánosságban, és a "Brit Petróleum" nevet "Dicső  Petróleumra" változtatja, de ennél többet érdemben nem tesz. A Mosómedve és Társai találkozóján a Mosómedve határozottan kijelenti, hogy nem törődik azokkal az emberekkel, akik a DP miatt szenvednek, őt kizárólag Megmondó Kapitány megzsarolása érdekli. A többiek ezzel nem értenek egyet, szavazást tartanak, és Moszkitó ötletére, habár a Mosómedvének nem akaródzik benne részt venni, adománygyűjtő rendezvényt tartanak. Ezért később megtámadja Moszkitót és Mentolbogyó Roppancsot is (a "Mechanikus narancs" című film mintájára).
A DP következő fúrása, amit az olajszennyezés megakadályozása céljából csinálnak, véletlenül megnyit egy kaput egy másik dimenzióba, és az egész öbölre óriási idegen lények támadnak. Hayward egy újabb "sajnáljuk" kampányt indít, majd kitalálja, hogy meg kell változtatni a Föld gravitációs vonzását, hogy elcsendesedjen az óceán, és ehhez a Holdon kell fúrniuk. Ennek köszönhetően azonban szabadon engedik Cthulhut, aki 3000 éves sötétséget hozna a bolygóra, és ez ismét arra kényszeríti Haywardot, hogy egy harmadik "sajnáljuk" kampányt indítson. Eddigre a Mosómedvét kirúgják a Mosómedve és Társaitól, mert viselkedése miatt a többiek nem hajlandóak közösködni vele. Mivel Cartman már nem a csapat tagja, Megmondó Kapitány pedig túl elfoglalt a saját renoméja építgetésével, a maradék szuperhős közösen veszi fel a harcot a lényekkel. Cartman azonban azt hiszi, hogy a társai váltak gonosszá, ezért bosszút forral ellenük.

## Titkos identitások
- A Mosómedve (Eric Cartman): álruhájában általában mély, rekedtes hangon beszél, és gyakran narrálja az eseményeket a sötét képregényfilmek stílusában.
- Mysterion: ebben a részben nem, hanem majd csak a következőben fedik fel a titkos identitását. A többiekkel ellentétben neki van valódi szuperképessége, ugyanis ha meghal, igen fájdalmas módon, de szinte azonnal újjászületik, és a többiek mindezt még csak észre sem veszik, hiába lesz akár a szemük láttára öngyilkos.
- Sufni (Stan Marsh): ruházatát az apjától ellopott szerszámokból rakta össze.
- TupperWear (Token Black): a ruházata Tupperware edényekből áll.
- Vasember (Timmy): a kerekesszéke egy kifordított vasszűzre emlékeztet.
- Mentolbogyó Roppancs (Bradley Biggle): az arca félig egy bogyóra emlékeztet akárcsak Kétarcnak a Batman-képregényekben. Ugyan Cartman folyton gúnyolja őt, mert nincs igazi ereje, később kiderül, hogy tévedett.
- Moszkitó (Clyde Donovan): szúnyogra emlékeztető jelmeze van, az orra felé pedig egy vuvuzelát helyezett el, a szúnyogok szájszervére emlékeztetve.
- Papírsárkány (Kyle Broflovski): nevéhez méltóan egy papírsárkány képezi a jelmeze részét, ami miatt Cartman folyton cikizi.
- Káosz Professzor (Butters Stotch): az epizódban már hat napja be volt zárva egy pincébe, és gyakran kiesik a szerepéből.
- Megmondó Kapitány (Jack Brolin): korábbi újságíró, aki egy pókkal való incidens után szert tett arra a szuperképességre, hogy mindenkinél jobban meg tudja mondani egy katasztrófa után, hogy mit kellett volna tenni.

## Kulturális utalások
- Amikor a Mosómedve megtámadja Moszkitót és Mentolbogyó Roppancsot, az Stanley Kubrick 1971-es "Mechanikus narancs" című filmje alapján történik.
- H.P. Lovecraft karakterei, különösen Cthulhu, is megjelennek az epizód során, ezenkívül utalások történnek Stephen King "A köd" című thrillerére.
- Moszkitó orrára egy vuvuzela van kötve – a hangszerrel demonstráltak a tüntetők a Deepwater Horizon olajkatasztrófa idején is, amit az epizódban is megemlítenek.
- A Holdon található gyilkos bálna-tetem visszautal a kilencedik évad "Szabadítsátok ki Willzyx-et" című epizódjára, valamint a tizennegyedik évad "201" című részére.